# Chomolhari
Chomolhari, (Tibetanska: ཇོ་མོ་ལྷ་རི; Wylie: jo mo lha ri), är ett 7 314 meter högt berg i sydöstra Himalaya, 112 km östnordöst om Kangchenjunga, på gränsen mellan Bhutan och Kina. Berget är heligt för tibetanska buddhister, vilka årligen gör pilgrimsfärder från Phari Dzong till den heliga sjön Chomo Lharang, cirka 5100 m ö.h. på den nordliga sidan av Chomolhari. Den nordliga sidan av berget reser sig över 2 700 meter över de karga slätterna. Berget har smeknamnet "Kangchenjungas brud”.
Det finns inga belägg för att berget, vars officiella höjd på 7 314 meter, är särskilt noggrant uppmätt. SRTM uppmätningar visar att berget snarare ska ha en höjd av ungefär 7 050 meter.

## Religiös betydelse
Berget är heligt inom den tibetanska buddhismen, som ser berget som boningen för en av de fem Tsheringma-systrarna (jo mo tshe ring mched lnga) — skyddsgudinnor (Jomo) för Tibet och Bhutan, som svurit en ed inför Padmasambhava att skydda landet, buddhismen och lokalbefolkningen.
På den bhutanesiska sidan av berget finns ett Chomolhari-tempel på en höjd av 4150 meter över havet. Pilgrimer som besöker berget söker sig till detta tempel. Det finns flera heliga platser i närheten av templet. Här finns exempelvis den tibetanske yogin Milarepas meditationsgrottor. På en timmes vandring från templet finns också “själarnas sjö”, Tseringma Lhatso, på en höjd av 4450 meter över havet.
Från Tibet sker en årlig pilgrimsvandring från Pagri – en stad i den autonoma regionen Tibet som gränsar till Bhutan – till Jomo Lharang, en helig sjö på 5100 meters höjd, som är belägen strax norr om berget.

## Klättringshistorik
Trots att berget ligger bra till längs den gamla rutten mellan Indien och Tibet har berget rönt få bestigningsförsök. Detta beror troligen på restriktionerna mot klättring i Bhutan och på de betydligt svårare klättringsrutterna på den tibetanska sidan.

### Den första bestigningen
Den första bestigningen gjordes den 21 maj 1937 och utgjordes av en femmannaexpedition, där den brittiske klättraren Freddie Spencer Chapman och sherpan Pasang Dawa Lama nådde toppen via den sydöstra rutten. Pasang Dawa Lama blev känd som deltagare vid de amerikanska bestigningarna av K2 i slutet av 1930-talet. Den riskfyllda bestigningen av Chomolhari finns beskriven i Chapmans bok ”Helvellyn to Himalaya” (1940).

### Den andra bestigningen
Den andra bestigningen av berget skedde efter samma rutt den 24 april 1970 av en bhutanesisk-indisk militärexpedition med tio medlemmar, ledd av den indiske översten Narendra Kumar. Vid bestigningen försvann två klättrare och en sherpa. De tre medlemmarna skulle på uppdrag av den bhutanesiske kungen lägga en offergåva ("Sachu Bumter"), bestående av guld, silver och ädelstenar, för att blidka bergsgudarna. Medlemmarna kunde ses av expeditionen under bestigningen tills de blev omsvepta av moln. När molnen försvann var de tre medlemmarna av expeditionen försvunna. Ett kameraobjektiv och några burkar med frukt var allt som återfanns, när expeditionen senare avsökte bergssidan. Märken i isen efter gevärskulor rapporterades, men mysteriet löstes aldrig. Alla tre var relativt oerfarna klättrare, men störtade de verkligen från berget eller blev de skjutna? En utförlig redogörelse för expeditionen har publicerats i tidskriften the Himalayan Journal 2000.

### Senare bestigningar
En tredje bestigning gjordes 1996 av en japansk-kinesisk expedition som klättrade från den tibetanska sidan.
Den 7 maj 2004 besteg de brittiska klättrarna Julie-Ann Clyma och Roger Payne toppen med en endagarsklättring.
I oktober 2006 besteg ett slovenskt team med sex klättrare berget längs två olika rutter och räknade därmed in den femte och sjätte bestigningen av berget. Rok Blagus, Tine Cuder, Samo Krmelj och Matej Kladnik klättrade den vänstra couloiren (passage) på nordsidan, medan Marko Prezelj och Boris Lorencic klättrade den nordvästliga ryggen.Klättringen renderade Prezelj och Lorencic den årliga franska utmärkelsen Piolet d'Or (“Den gyllene isyxan”) 2007.

## Bildgalleri

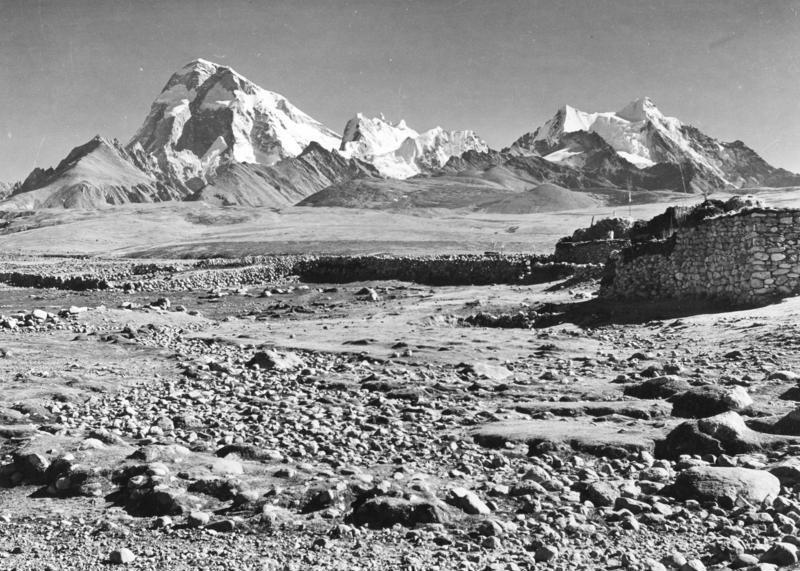
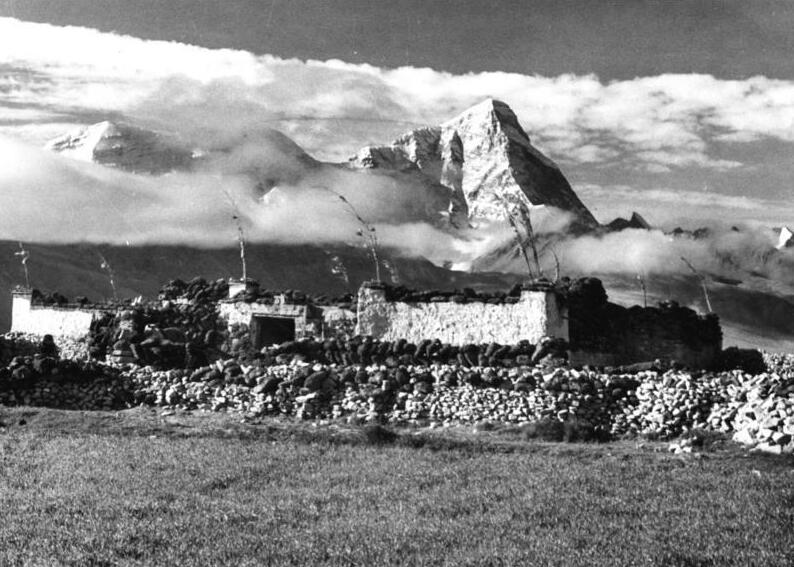
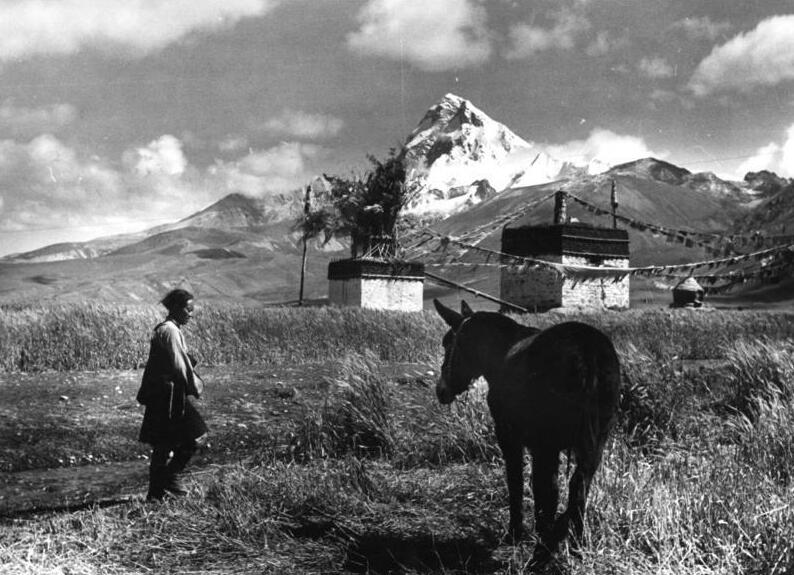
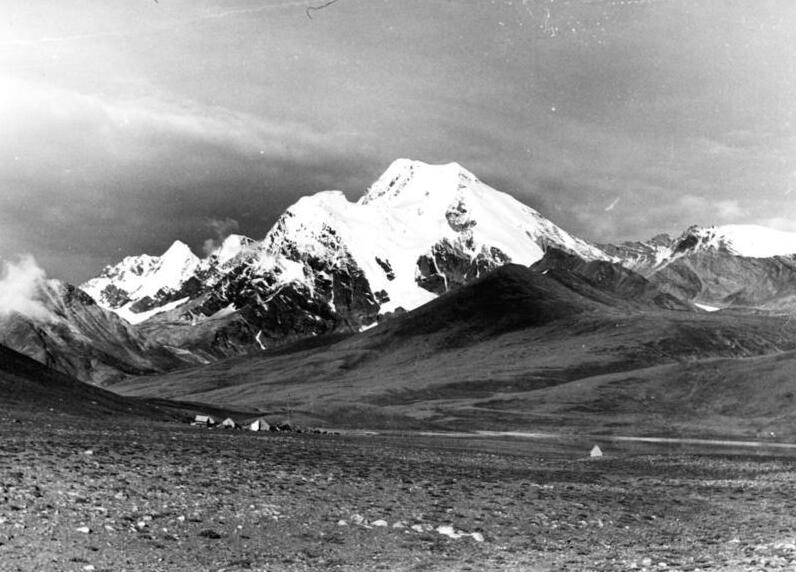
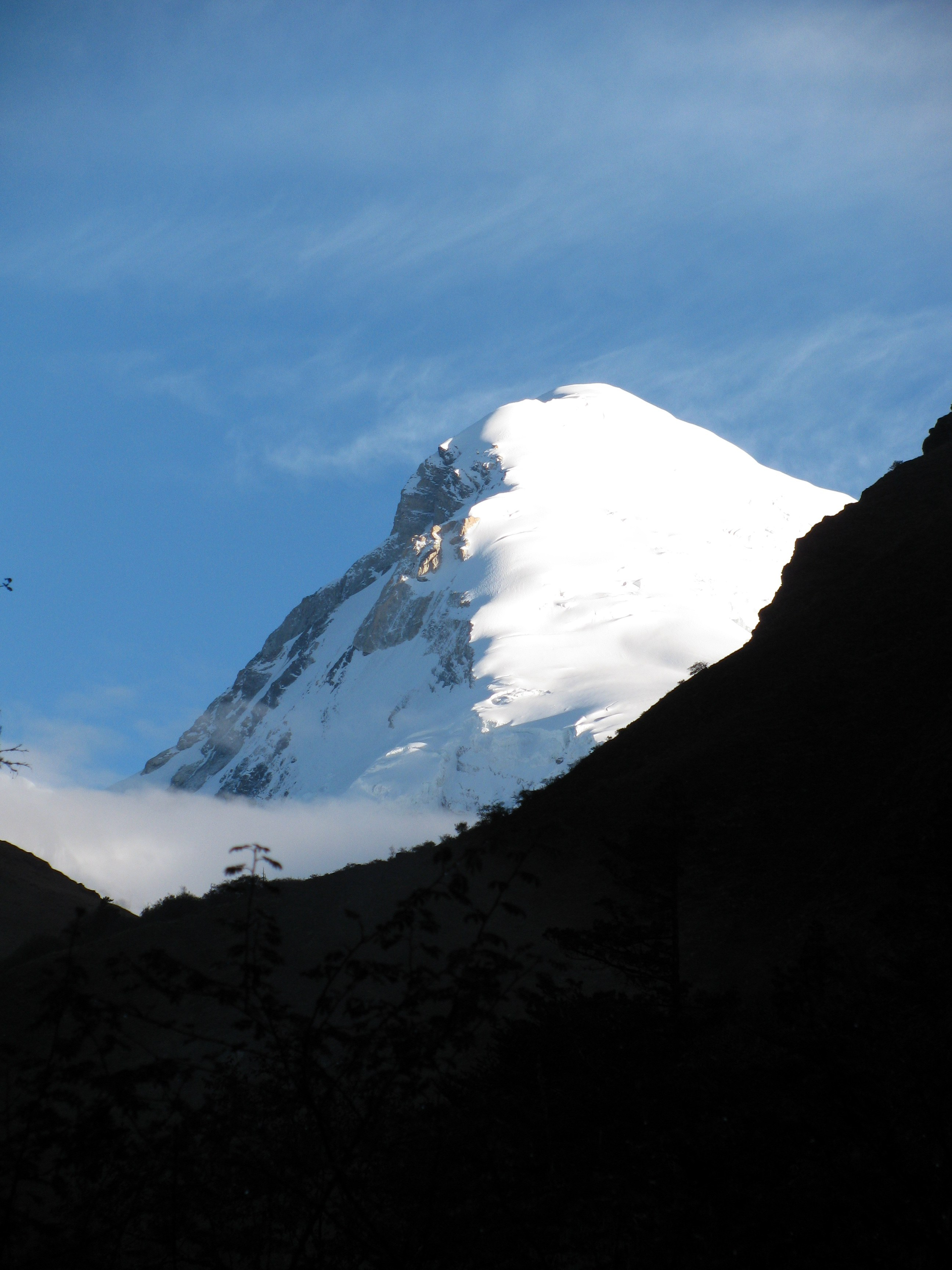
Chomolhari i gryningen från lägret vid Thangthangkha.
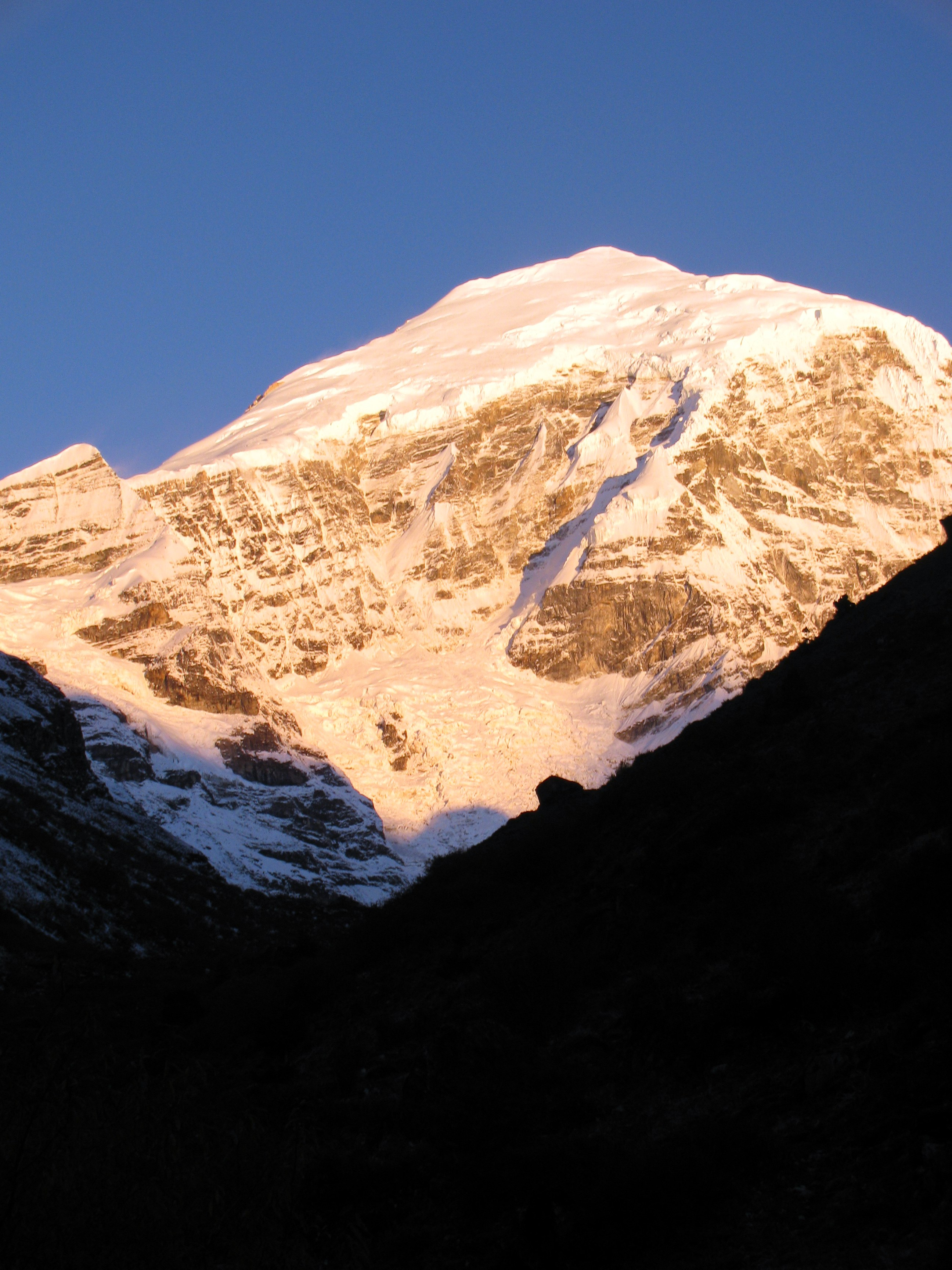
Chomolhari i gryningen från Jangothang.
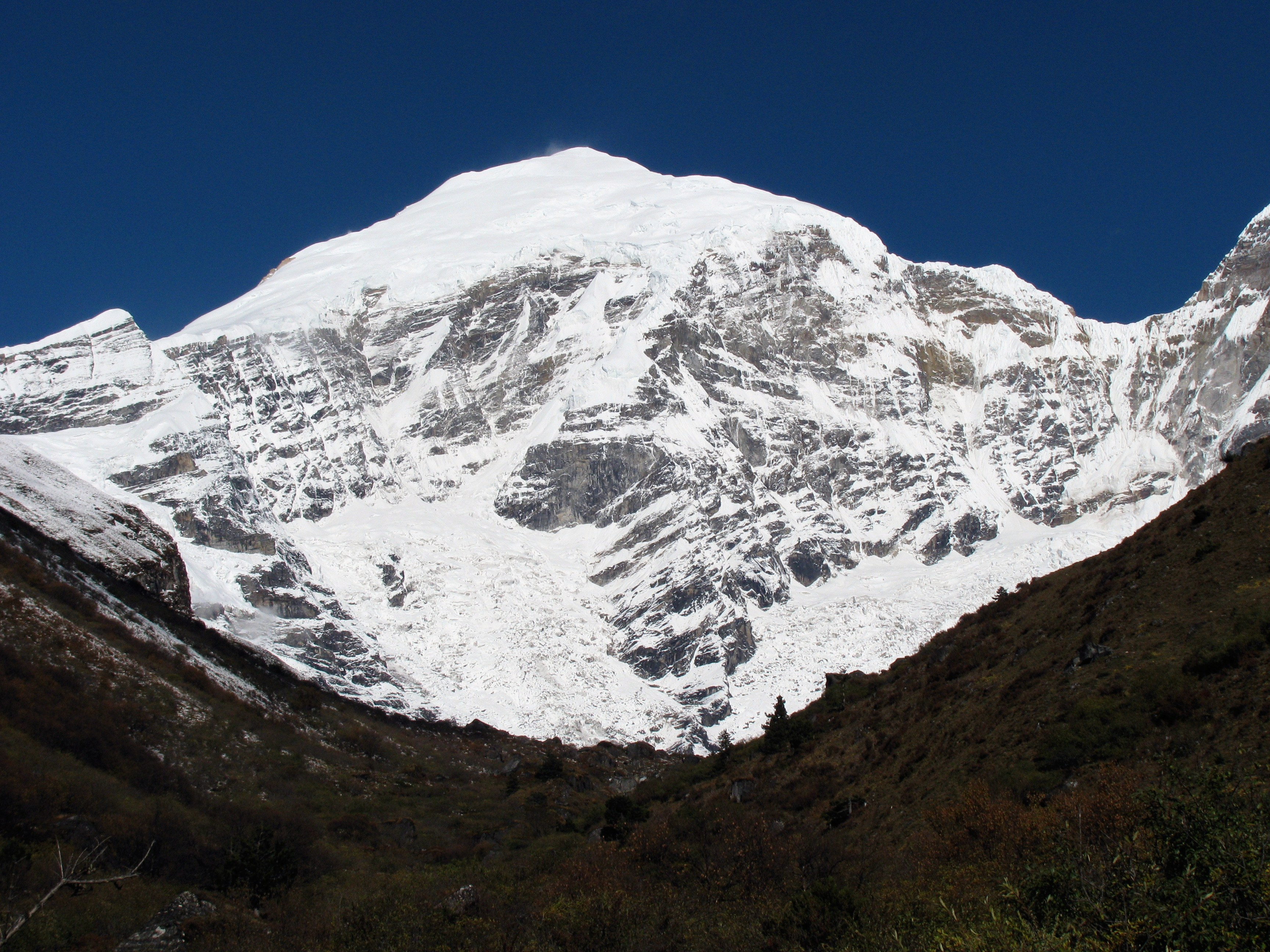
En bild till av Chomolhari från Jangothang.
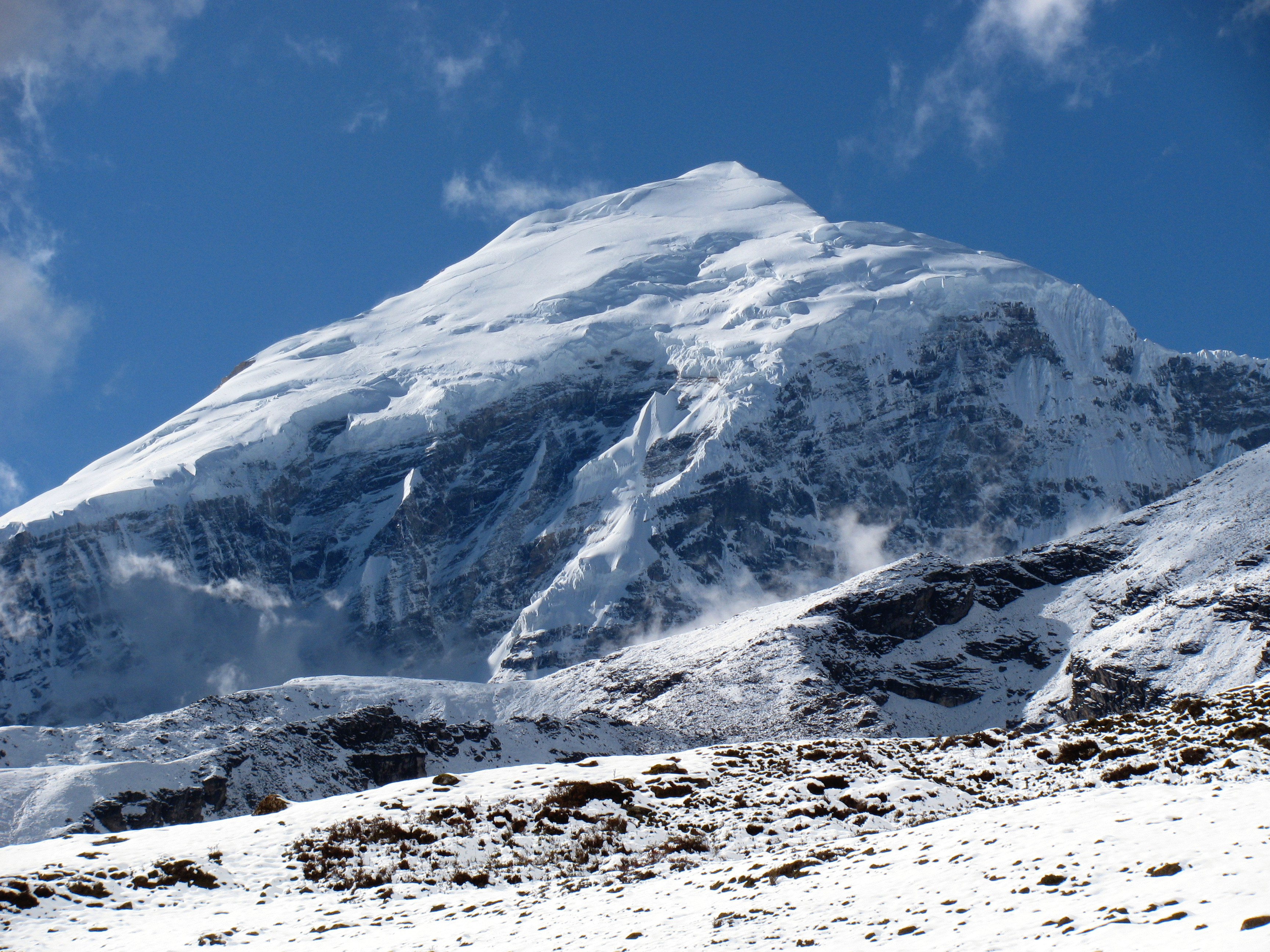
En vy över Chomolhari från Neleylapasset.
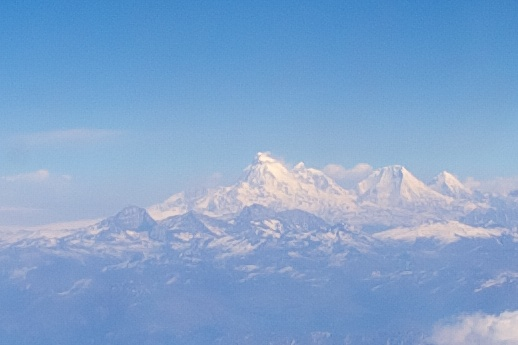
Flygplansvy över Chomolhari från flight Kathmandu – Paro.